# Ryan Ledson
Ryan Graham Ledson (Liverpool, 17 agosto 1997) è un calciatore inglese, centrocampista del Preston N.E..

## Carriera

### Club
Ledson entra nelle giovanili dell'Everton a soli cinque anni. Nel giorno del suo diciassettesimo compleanno firma il suo primo contratto professionistico con il club, di durata triennale.
L'11 dicembre 2014 fa il suo esordio con la maglia delle Toffees, scendendo in campo da titolare nella partita di Europa League contro l'FC Krasnodar a Goodison Park, match poi perso per 0-1.
Il 20 novembre 2015 viene mandato in prestito al Cambridge United, dapprima fino al 3 gennaio 2016 e successivamente, esteso l'accordo, fino al 3 aprile. Debutta in campionato il 21 novembre, giocando tutti i 90 minuti della sconfitta per 2-3 contro l'Accrington Stanley in League Two all'Abbey Stadium. Si trasferisce quindi a titolo definitivo all'Oxford Utd, con cui dal 2016 al 2018 gioca in terza divisione.
Il 17 maggio 2018 passa a titolo definitivo al Preston N.E. firmando un contratto triennale.

### Nazionale
Nel maggio del 2014, dopo aver precedentemente giocato anche in Under-16, fa parte della squadra che vince il campionato europeo Under-17, da capitano e venendo nominato nella squadra del torneo.
In seguito ha giocato anche nelle nazionali giovanili inglesi Under-18, Under-19 ed Under-20.

## Statistiche

### Presenze e reti nei club
Statistiche aggiornate al 4 gennaio 2025.
| Stagione            | Squadra             | Campionato          | Campionato | Campionato | Coppe nazionali | Coppe nazionali | Coppe nazionali | Coppe continentali | Coppe continentali | Coppe continentali | Altre coppe | Altre coppe | Altre coppe | Totale | Totale |
| Stagione            | Squadra             | Comp                | Pres       | Reti       | Comp            | Pres            | Reti            | Comp               | Pres               | Reti               | Comp        | Pres        | Reti        | Pres   | Reti   |
| ------------------- | ------------------- | ------------------- | ---------- | ---------- | --------------- | --------------- | --------------- | ------------------ | ------------------ | ------------------ | ----------- | ----------- | ----------- | ------ | ------ |
| 2014-2015           | Everton             | PL                  | 0          | 0          | FACup+CdL       | 0               | 0               | UEL                | 1                  | 0                  | -           | -           | -           | 1      | 0      |
| ago.-nov. 2015      | Everton             | PL                  | 0          | 0          | FACup+CdL       | 0               | 0               | -                  | -                  | -                  | -           | -           | -           | 0      | 0      |
| Totale Everton      | Totale Everton      | Totale Everton      | 0          | 0          |                 | 0               | 0               |                    | 1                  | 0                  |             | -           | -           | 1      | 0      |
| nov. 2015-mag. 2016 | Cambridge Utd       | FL2                 | 27         | 0          | FACup+CdL       | 1+0             | 0               | -                  | -                  | -                  | -           | -           | -           | 28     | 0      |
| 2016-2017           | Oxford Utd          | FL1                 | 22         | 1          | FACup           | 5               | 0               | -                  | -                  | -                  | FLT         | 3           | 0           | 30     | 0      |
| 2016-2017           | Oxford Utd          | FL1                 | 44         | 3          | FACup+CdL       | 1+1             | 0               | -                  | -                  | -                  | FLT         | 4           | 0           | 50     | 3      |
| Totale Oxford Utd   | Totale Oxford Utd   | Totale Oxford Utd   | 66         | 4          |                 | 7               | 0               |                    | -                  | -                  |             | 7           | 0           | 80     | 4      |
| 2018-2019           | Preston N.E.        | FLC                 | 24         | 0          | FACup+CdL       | 1+3             | 0               | -                  | -                  | -                  | -           | -           | -           | 28     | 0      |
| 2019-2020           | Preston N.E.        | FLC                 | 13         | 0          | FACup+CdL       | 1+3             | 0               | -                  | -                  | -                  | -           | -           | -           | 17     | 0      |
| 2020-2021           | Preston N.E.        | FLC                 | 36         | 2          | FACup+CdL       | 1+1             | 0               | -                  | -                  | -                  | -           | -           | -           | 38     | 2      |
| 2021-2022           | Preston N.E.        | FLC                 | 25         | 0          | FACup+CdL       | 1+2             | 0+1             | -                  | -                  | -                  | -           | -           | -           | 28     | 1      |
| 2022-2023           | Preston N.E.        | FLC                 | 40         | 1          | FACup+CdL       | 2+1             | 0               | -                  | -                  | -                  | -           | -           | -           | 43     | 1      |
| 2023-2024           | Preston N.E.        | FLC                 | 27         | 0          | FACup+CdL       | 1+1             | 0               | -                  | -                  | -                  | -           | -           | -           | 29     | 0      |
| 2024-2025           | Preston N.E.        | FLC                 | 10         | 1          | FACup+CdL       | 0+4             | 0+2             | -                  | -                  | -                  | -           | -           | -           | 14     | 3      |
| Totale Preston N.E. | Totale Preston N.E. | Totale Preston N.E. | 175        | 4          |                 | 22              | 3               |                    | -                  | -                  |             | -           | -           | 197    | 7      |
| Totale carriera     | Totale carriera     | Totale carriera     | 268        | 8          |                 | 30              | 3               |                    | 1                  | 0                  |             | 7           | 0           | 306    | 11     |

## Palmarès

### Nazionale
- Campionato d'Europa Under-17: 1

Malta 2014